# Atomares Modell
Ein atomares Modell ist in der Modelltheorie, einem Teilgebiet der mathematischen Logik ein Modell, das nur sehr wenige Typen realisiert und daher in einem gewissen Sinne sehr klein ist. Der Begriff ist verwandt mit dem Begriff des Primmodells und ist dual zu dem Begriff des saturierten Modells, welches wiederum sehr viele Typen realisiert.

## Definition
Die betrachteten Sprachen sind im Folgenden immer höchstens abzählbar.
- Ein Typ {\displaystyle t} über einer Theorie {\displaystyle {\mathcal {T}}} ist ein atomarer Typ, wenn es eine Formel[1] {\displaystyle \psi ({\vec {x}})} gibt, sodass für alle {\displaystyle \phi ({\vec {x}})\in t} gilt:

{\displaystyle T\vdash \psi ({\vec {x}})\rightarrow \phi ({\vec {x}})}
Ein atomarer Typ wird auch isolierter Typ oder Haupttyp genannt.
- Ein Modell {\displaystyle {\mathfrak {A}}} einer Theorie {\displaystyle {\mathcal {T}}} ist atomar, wenn es nur atomare Typen realisiert, wenn also für jedes {\displaystyle {\vec {a}}\in A^{n}} der Typ: {\displaystyle \{\phi ({\vec {x}})|{\mathfrak {A}}\vDash \phi ({\vec {a}})\}} atomar über {\displaystyle {\mathcal {T}}} ist.

Da endliche Teilmengen von Typen immer realisiert werden, werden atomare (isolierte) Typen immer realisiert. Für abzählbare Sprachen sagt der Omitting-Types-Satz, dass das auch genau die Typen sind, die immer realisiert werden.

## Beispiele
- Die Theorie der reell abgeschlossenen Körper hat als atomares Modell den Körper der reellen algebraischen Zahlen.
- Jedes endliche Modell ist atomar.
- Jedes Modell der leeren Sprache ist atomar. Dieses Beispiel liefert insbesondere überabzählbare atomare Modelle.
- Jedes Modell der Theorie der dichten linearen Ordnung ohne Endpunkte ist atomar.

## Existenz
Es gilt folgender Satz:
- Eine vollständige Theorie hat genau dann ein atomares Modell, wenn die isolierten (atomaren) Typen dicht in ihr liegen.

## Charakterisierung
- Abzählbare atomare Modelle einer vollständigen Theorie sind isomorph.
- Ein Modell einer vollständigen Theorie {\displaystyle {\mathcal {T}}} ist genau dann ein abzählbares atomares Modell, wenn es ein Primmodell ist.

Es gibt aber in vielen Theorien überabzählbare atomare Modelle, die also keine Primmodelle sind.
- Wenn eine vollständige Theorie  ein abzählbares saturiertes Modell hat, so hat sie auch atomares Modell.

Der Satz lässt sich nicht umkehren: Die Theorie der reell abgeschlossenen Körper hat ein atomares Modell, aber kein saturiertes Modell.

## Niemals zwei
Eine Anwendung der Theorie der atomaren und saturierten Modelle ist der folgende von Vaught bewiesene Satz:
- Keine vollständige Theorie {\displaystyle {\mathcal {T}}} (über einer abzählbaren Sprache) hat genau zwei abzählbare nicht-isomorphe Modelle.

Im Beweis benutzt man die Tatsache, dass bei genau zwei nicht-isomorphen Modellen eines atomar ({\displaystyle {\mathfrak {A}}}) und das andere ({\displaystyle {\mathfrak {B}}}) saturiert sein müsste. Realisiert nun {\displaystyle b\in B} einen nicht-isolierten Typen, so betrachtet man die Theorie von {\displaystyle ({\mathfrak {B}},b)}. Mit der Theorie der atomaren und saturierten Modelle kann man dann schließen, dass es ein atomares Modell dieser Theorie geben muss und dass das reduzierte {\displaystyle {\mathcal {T}}}-Modell dieser Theorie weder isomorph zu {\displaystyle {\mathfrak {A}}} noch zu {\displaystyle {\mathfrak {B}}} sein kann.
Zum Beispiel hat die Theorie von {\displaystyle \mathbb {Q} } über der Sprache {\displaystyle \{<\}\cup \{n|n\in \mathbb {N} \}} hat genau drei abzählbare Modelle. {\displaystyle \mathbb {Q} } ist das atomare Modell. Das saturierte Modell ist das Modell {\displaystyle (\mathbb {Q} +\mathbb {Q} )}. Das Modell zwischen diesen beiden ist {\displaystyle (\mathbb {Q} +\mathbb {Q} _{0}^{+})}. (Die Konstantensymbole werden immer durch die natürlichen Zahlen der ersten Kopie von {\displaystyle \mathbb {Q} } interpretiert). Im letzten Modell hat die Konstantenfolge ein Supremum, es ist weder atomar noch saturiert.
Die Theorie lässt sich durch Hinzufügung von {\displaystyle n-2} einstelligen Prädikatssymbolen {\displaystyle P_{i}} so erweitern, dass sie genau {\displaystyle n} Modelle hat: Die Axiome werden erweitert durch die Sätze, dass auf jedes Element genau ein Prädikat zutrifft, dass die Konstanten das Prädikat {\displaystyle P_{0}} erfüllen und dass die {\displaystyle \{x|P_{i}(x)\}} jeweils dicht liegen. Es gibt dann wieder ein atomares und ein saturiertes Modell. Außerdem existieren {\displaystyle n-2} Modelle, bei denen die Konstantenfolge ein Supremum hat, die aber jeweils ein unterschiedliches Prädikat erfüllen.

## Typographie
1. ↑  Wenn im Folgenden {\displaystyle {\vec {x}}} verwendet wird, so ist das eine Abkürzung für {\displaystyle x_{1},\dots x_{n}}. So ist z. B. 
{\displaystyle \phi ({\vec {x}})}
eine Abkürzung von
{\displaystyle \phi (x_{1},\dots ,x_{n})}.